# Kyoko Kimura
Kyoko Kimura (木村響子, Kimura Kyōko) (Yokohama, 19 de março de 1977) é uma lutadora japonesa de luta profissional e artes marciais aposentada.

## Carreira
Começou sua carreira como lutadora em 20 de julho de 2003 pela agência de promoção de luta feminina japonesa JWP Joshi Puroresu, onde permaneceu até 2005 e então se tornou freelancer.

## Vida pessoal
Em 2016, casou-se com o lutador profissional e lutador de artes marciais Isao Kobayashi.
Sua filha Hana Kimura também foi lutadora profissional até sua morte em 2020.